# Katharine Houghton
Katharine Houghton, ursprungligen Katharine Houghton Grant, född 10 mars 1945 i Hartford, Connecticut, är en amerikansk skådespelerska. 
Houghton föddes som andra barnet till Ellsworth Grant och Marion Hepburn. Hon bestämde sig för att satsa på en skådespelarkarriär liksom sin moster Katharine Hepburn. Hepburn och Houghton spelade mor och dotter i filmen Gissa vem som kommer på middag (1967). Hon har sedan dess medverkat i en handfull filmer och ett flertal pjäser och även skrivit egna pjäser. 
Hon är gift med Ken Jenkins sedan 1970.

## Filmografi
- 1967 – Gissa vem som kommer på middag
- 1974 – The Gardener
- 1982 – The Eyes of the Amaryllis
- 1987 – I'll Take Manhattan (miniserie)
- 1988 – Mr. North
- 1991 – Billy Bathgate
- 1993 – Ethan Frome
- 1993 – The Night We Never Met
- 1995 – Let It Be Me
- 2004 – Kinsey
- 2010 – The Last Airbender